# Hyaleucerea uniformis
Hyaleucerea uniformis là một loài bướm đêm thuộc phân họ Arctiinae, họ Erebidae.